# Porte de Damas
La porte de Damas (en hébreu : שער שכם, Sha'ar Shkhem ; en arabe : باب العامود, Bab al'Amoud) est un ancien passage dans les fortifications de la vieille ville de Jérusalem. Elle se situe entre les quartiers chrétien et musulman de Jérusalem-Est.
La porte de Damas porte en arabe le nom de « porte de la colonne » (Bab al'Amoud), car c'est là que se trouvait la colonne érigée par l'empereur romain Hadrien et qui figure sur la carte de Madaba. En hébreu, elle porte le nom de « porte de Shekhem », c'est-à-dire de « porte de Sichem, » l’actuelle Naplouse.

## Histoire
Dans sa forme actuelle, la porte a été construite en 1537 sous le règne de Soliman le Magnifique  dans le cadre des réparations des murs de la ville de Jérusalem, alors dominé par l'Empire ottoman.
Sous la porte actuelle, on peut voir les restes d'une porte antérieure, datant de l'époque de l'empereur romain Hadrien , qui a visité la région vers l'an 130-131. Sur la place derrière cette porte se tenait une colonne de victoire romaine surmontée d'une statue de l'empereur Hadrien, comme le montre la Carte de Madaba du 6ᵉ siècle.  Ce détail historique est conservé dans le nom arabe de la porte actuelle, Bab el-Amud, signifiant  « porte de la colonne ».  Sur le linteau de la porte du 2ᵉ siècle, qui a été rendue visible par les archéologues sous la porte ottomane d'aujourd'hui, est inscrit le nom romain de la ville après 130 CE, Ælia Capitolina. 
La porte romaine d'Hadrien a été construite comme une porte triomphale autonome, et ce n'est que vers la fin du 3ᵉ ou le tout début du 4ᵉ siècle que les Remparts de Jérusalem ont été construits autour de Jérusalem, se connectant à la porte existante.
La porte romaine est restée en service au début de la période musulmane et croisée, mais plusieurs magasins ont été ajoutés par les croisés à l'extérieur de la porte, de sorte que l'accès à la ville n'est devenu possible qu'en passant par ces pièces.  Plusieurs phases de travaux de construction sur la porte ont eu lieu au début du 12ᵉ siècle (premier Royaume de Jérusalem) ; puis au début de la période Ayyoubide (1187-1192).
La porte de Damas est la seule porte de Jérusalem à avoir conservé son nom, Bab al-Amud, depuis au moins le Xe siècle. Le compte daté de 1523 d'une visite à Jérusalem par un voyageur juif de Livourne utilise le nom Bâb el 'Amud et note sa proximité avec la Grotte de Sédécias.

## Description

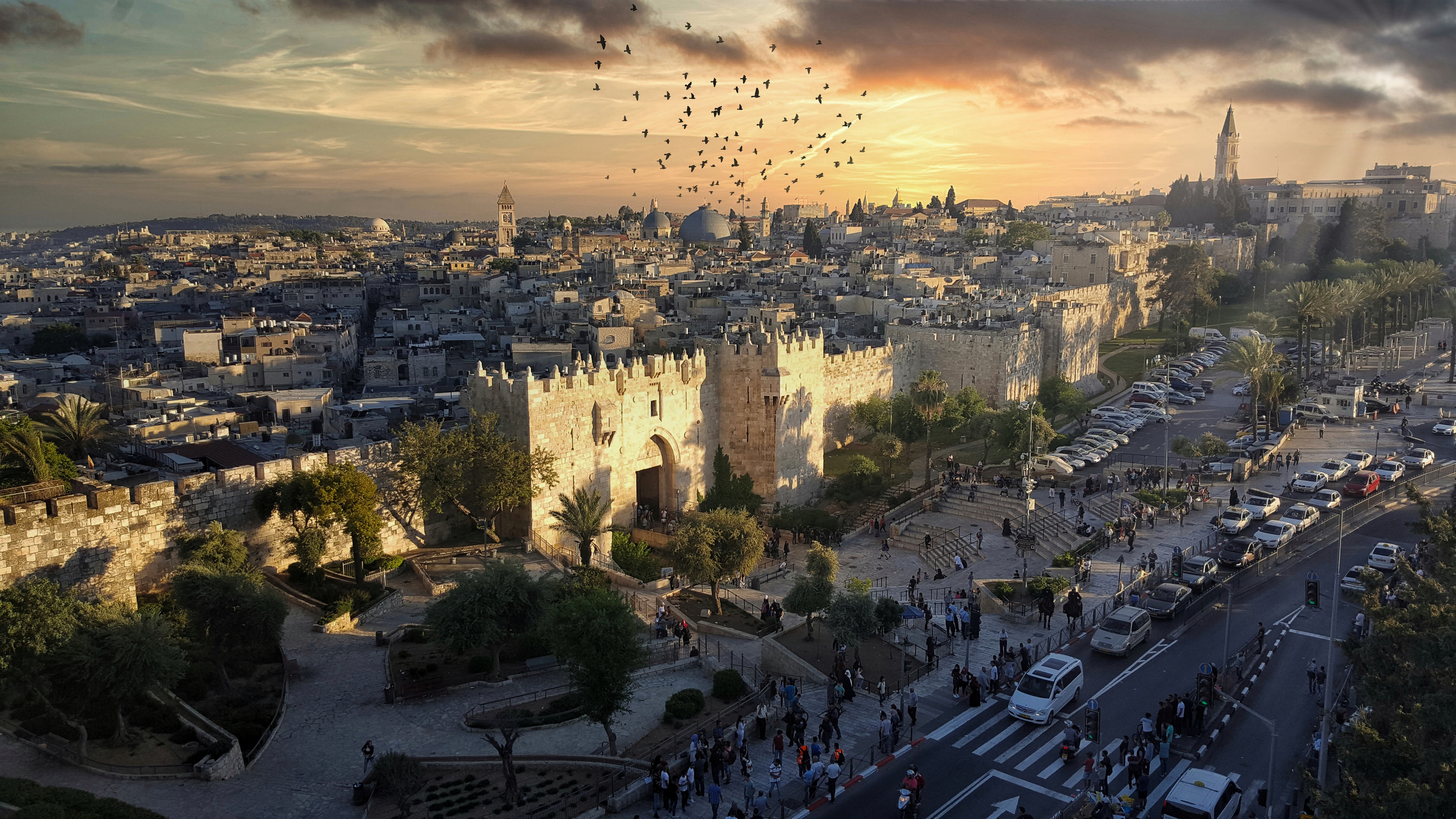
La porte de Damas en octobre 2020.

La porte de Damas est flanquée de deux tours, chacune équipée de mâchicoulis. Il est situé au bord du bazar arabe et de la place du marché du quartier musulman. Les escaliers descendent vers la porte, Contrairement à la porte de Jaffa, où les escaliers montent vers la porte. 
Jusqu'en 1967, une tourelle crénelée se dressait au-dessus de la porte, mais elle a été endommagée lors des combats qui ont eu lieu  pendant la guerre des Six jours.
En août 2011, Israël a restauré la tourelle, y compris sa meurtrière, à l'aide d'images du début du XXe siècle, lorsque l'Empire britannique contrôlait Jérusalem. Onze ancres fixent la meurtrière restaurée au mur et quatre dalles de pierre se combinent pour former le sommet crénelé.
La rue Sultan Soliman passe juste devant la porte, rue qui est fortement inspiré par l'architecture ottomane. La porte, qui a deux tours, se trouve au centre de la zone où vivent les Palestiniens à Jérusalem-Est, elle est située au début du marché arabe et du bazar de la ville. Il attire l'attention par son aspect esthétique parmi d'autres murs et portes.
Juste en dessous de la porte visible, il y a une porte plus ancienne, qui aurait été construite au début du premier ou du deuxième siècle de notre ère. De telles découvertes sont en accord avec un compte dans le Midrash Rabba ( Eikha Rabba 1:32) qui déclare que Rabban Yohanan ben Zakkai, pendant le siège romain de Jérusalem, a demandé à Vespasien d'épargner les portes les plus occidentales de la ville qui mène à Lydda.  Lorsque la ville a finalement été prise, les auxiliaires arabes qui avaient combattu aux côtés des Romains  ont également épargné le mur de la destruction. Le chroniqueur qui rapporte le récit historique ajoute : « Et il a été décrété dans le ciel qu'il ne devrait jamais être détruit, vu que la Présence Divine règne a l'Ouest ».